# Cantone di Brazey-en-Plaine
Il Cantone di Brazey-en-Plaine è una divisione amministrativa dell'arrondissement di Beaune.
È stato costituito a seguito della riforma approvata con decreto del 18 febbraio 2014, che ha avuto attuazione dopo le elezioni dipartimentali del 2015.

## Composizione
Comprende i 38 comuni di:
- Aubigny-en-Plaine
- Auvillars-sur-Saône
- Bagnot
- Bonnencontre
- Bousselange
- Brazey-en-Plaine
- Broin
- Chamblanc
- Charrey-sur-Saône
- Chivres
- Échenon
- Esbarres
- Franxault
- Glanon
- Grosbois-lès-Tichey
- Jallanges
- Labergement-lès-Seurre
- Labruyère
- Lanthes
- Laperrière-sur-Saône
- Lechâtelet
- Losne
- Magny-lès-Aubigny
- Montagny-lès-Seurre
- Montmain
- Montot
- Pagny-la-Ville
- Pagny-le-Château
- Pouilly-sur-Saône
- Saint-Jean-de-Losne
- Saint-Seine-en-Bâche
- Saint-Symphorien-sur-Saône
- Saint-Usage
- Samerey
- Seurre
- Tichey
- Trouhans
- Trugny